# Sixième Continent (single)
Pour les articles homonymes, voir Sixième continent.
Singles de Nolwenn Leroy
Juste pour me souvenir
(2012) J'ai volé le lit de la mer
(2013)
Pistes de Ô filles de l'eau
Ophélia Homeland
Sixième Continent est le dix-neuvième single de Nolwenn Leroy mais aussi le deuxième single extrait de son cinquième album, Ô filles de l'eau sorti en 2013.